# St Stephen's Green

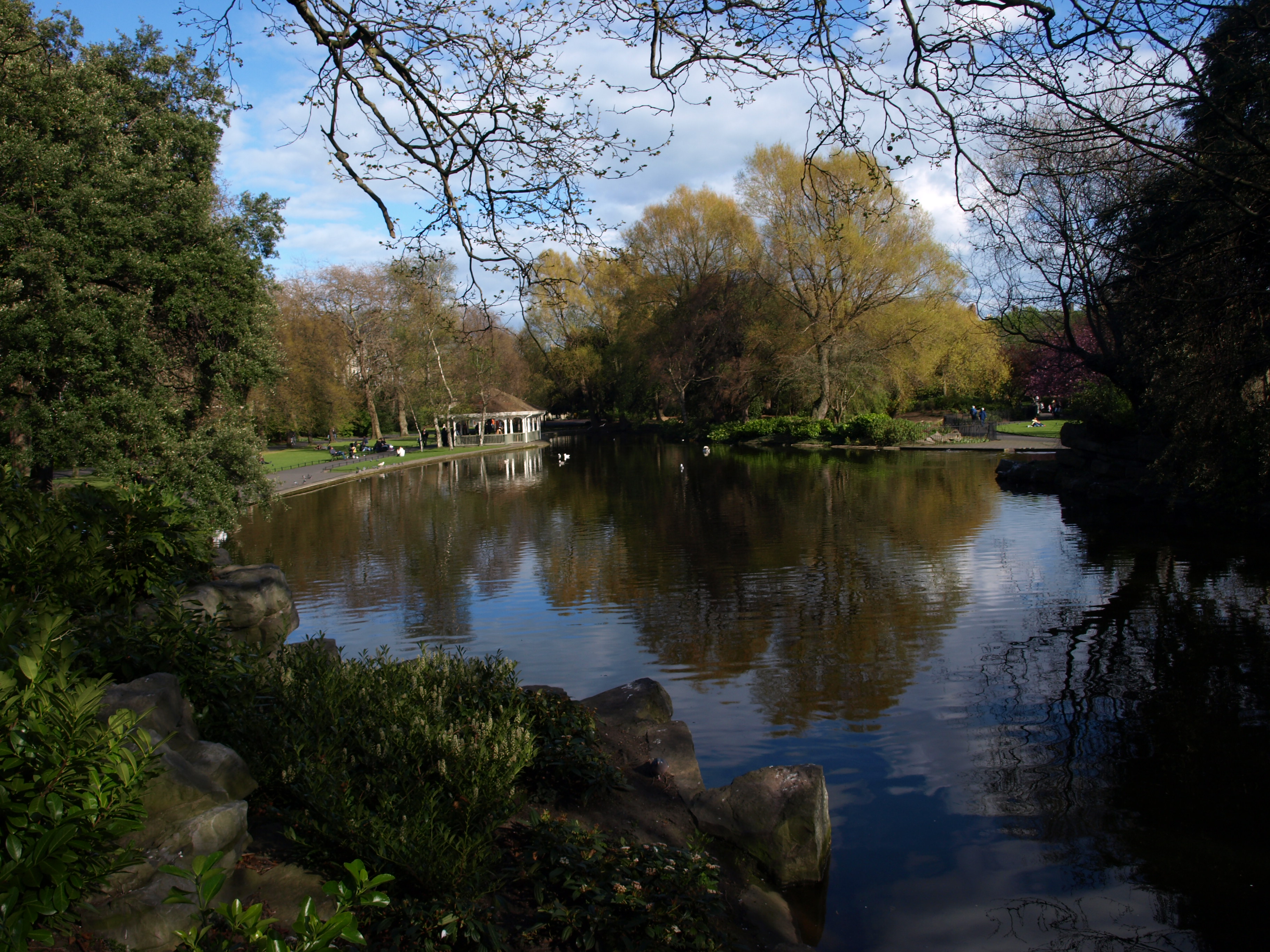
St Stephen's Green.

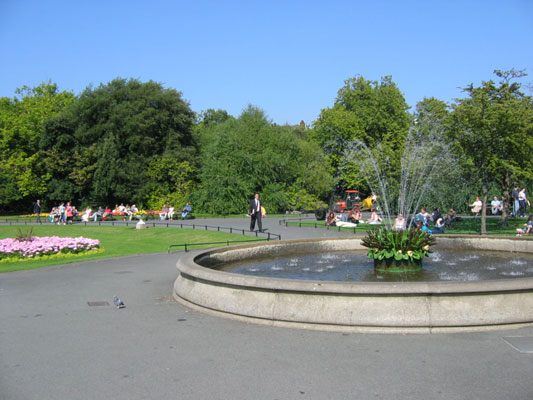
Fonte em St Stephen's Green.

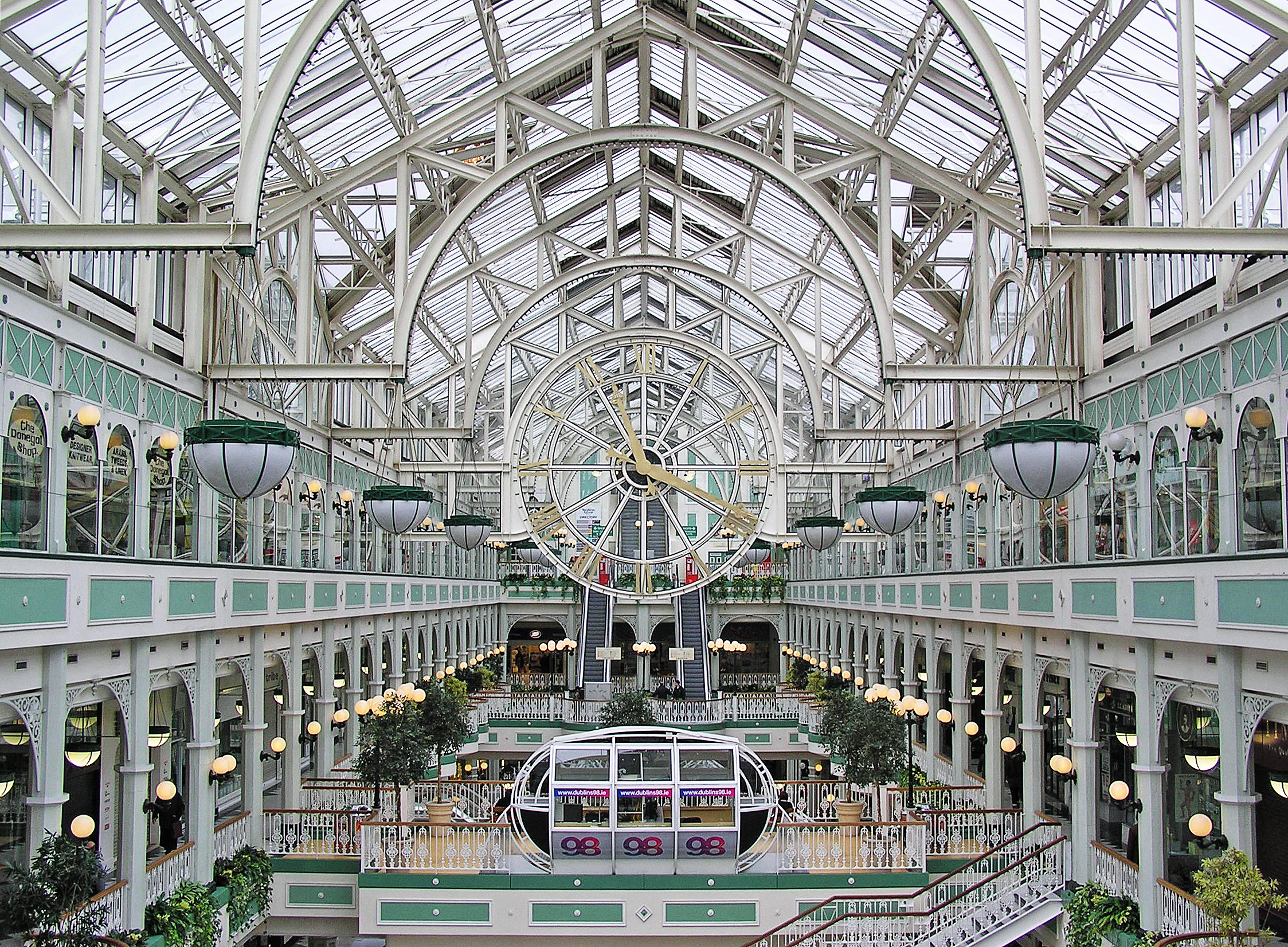
Interior do St Stephen's Green Shopping Centre.

St Stephen's Green, (em irlandês:  Faiche Stiabhna) é um parque público situado no centro da cidade de Dublin, mesmo num dos extremos de Grafton Street, uma das ruas comerciais mais importantes da capital irlandesa.
Este parque tem forma retangular e antigamente as ruas que o rodeiam constituíam as principais artérias por onde se canalizava o trânsito no centro da cidade.

## História
Até 1663 a área onde hoje se situa o parque ficava fora da cidade e utilizava-se principalmente para pastagens. Nesse ano, o governo municipal decidiu fechar o parque e vender as terras que rodeavam o perímetro do mesmo. O parque ficou rodeado com um muro em 1664 e rapidamente se começou a construir uma grande quantidade de edifícios de estilo georgiano à sua volta, o que fez que em finais do século XVIII, o lugar fosse residência da alta sociedade de Dublin. Hoje, a maioria dos edifícios que se podem ver perto de St Stephen´s Green são uma réplica dos que antes existiam, já que muito poucos dos originais sobreviveram.
Em 1814, o controlo do parque passou a estar sob uma comissão representativa dos residentes da zona que tomou a decisão de substituir o muro que rodeava o perímetro por uma rede e restringir o acesso ao interior do mesmo, de forma que apenas os residentes na zona podiam aceder ao interior do parque. O acesso livre só foi retomado em 1877 por ordem do Parlamento, sob iniciativa de Arthur Guinness, fazendo com que fosse reaberto para poder ser desfrutado por todos os habitantes de Dublin. O próprio Guinness pagou em 1880 o redesenho do parque que desde então se mantém sem grandes alterações. Em agradecimento ao seu trabalho, no interior do parque há uma estátua em sua homenagem.
Durante a Revolta da Páscoa de 1916, um grupo de cerca de 250 revoltosos formado principalmente por membros do IRA sob ordens do comandante Michael Mallin tomou o controlo do parque, bloqueando-lhe o acesso. O exército britânico respondeu atacando as posições rebeldes a partir do Shelbourne Hotel situado na esquina nordeste do parque, o que obrigou estes últimos a retirar-se para o Real Colégio de Cirurgiões, onde finalmente a revolta foi sufocada. As crónicas da época contam que durante o combate houve um momento en que se decretou um cessar-fogo para que o guarda do parque pudesse alimentar os patos.

## Desenho
St Stephen's Green é um dos exemplos de património público mais antigos de Dublin e o seu desenho presente deve-se às reformas que se levaram a cabo durante o século XIX.
Tem uma forma retangular de aproximadamente 550 por 450 metros. No centro do parque encontra-se situado um grande lago que é alimentado pelas águas que lhe chegam do Grande Canal de Portbello.